# Jesse Douglas
Pour les articles homonymes, voir Douglas.
Jesse Douglas, né le 3 juillet 1897 à New York et mort le 7 octobre 1965 dans la même ville, est un mathématicien américain. Il enseigna au Columbia College (premier cycle de l'université Columbia) de 1920 à 1926. Il reçut en 1936 la médaille Fields pour avoir résolu le problème de Plateau posé par Lagrange.
L'astéroïde (19570) Jessedouglas porte son nom.